# Michiyasu Osada
Michiyasu Osada (長田 道泰?, Osada Michiyasu; Prefettura di Saitama, 5 marzo 1978) è un ex calciatore giapponese, di ruolo centrocampista.